# Varennes-sur-Amance
Varennes-sur-Amance és un municipi francès situat al departament de l'Alt Marne i a la regió del Gran Est. L'any 2009 tenia 383 habitants.

## Història
| Data d'elecció                           | Identitat                  | Partit | Qualitat |
| ---------------------------------------- | -------------------------- | ------ | -------- |
| 1896-1912                                | Robert Alfred Boucheseiche |        |          |
| 1912-1919                                | Victor Simonel             |        |          |
| 1919-1925                                | Auguste Arland             |        |          |
| 1925-1944                                | James Mercier              |        |          |
| 1944-1959                                | Auguste Arland             |        |          |
| 1959-1965                                | Claude Bournot             |        |          |
| 1965-1971                                | Raymond Guyot              |        |          |
| 1971-1995                                | Daniel Rustaut             |        |          |
| 1995-2008                                | René Champonnois           |        |          |
| 2008-                                    | Jean-Pierre Mastalerz      |        |          |
| les dades anteriors no són pas conegudes |                            |        |          |
|                                          |                            |        |          |

## Fills il·lustres
- Marcel Arland (1899 - 1986) escriptor, Premi Goncourt de l'any 1929.

## Demografia
| A partir de 1990: Població sense dobles comptes |